# ジャクソン郡 (オハイオ州)

ジャクソン郡の人口ピラミッド

座標: 北緯39度01分 西経82度37分 / 北緯39.017度 西経82.617度
ジャクソン郡（英: Jackson County）は、アメリカ合衆国オハイオ州にある郡。2005年の推定人口は33,526人で、郡庁所在地はジャクソン（Jackson）である。
郡名は、米英戦争の英雄でその後1828年の選挙で大統領になったアンドリュー・ジャクソンに因んで名づけられた。

## 歴史
ジャクソン郡は1816年3月1日に組織された。

## 地理
アメリカ合衆国国勢調査局によると、この郡は総面積1,092 km2 （422 mi2）である。このうち1,089 km2 （420 mi2）が陸地で、3 km2 （1 mi2）が水面である。総面積の0.29%が水面となっている。

### 隣接する郡
- ビントン郡(Vinton County)（北）
- ガリア郡(Gallia County)（東）
- ローレンス郡(Lawrence County)（南）
- サイオト郡(Scioto County)（南西）
- パイク郡(Pike County)（西）
- ロス郡（北西）

## 人口動静
2000年現在の国勢調査で、この郡は32,641人、12,619世帯、及び9,136家族が暮らしている。人口密度は30/km2 （78/mi2）で、13/km2 （33/mi2）の平均的な密度に13,909軒の住居が建っている。この郡の人種的構成は白人97.89%、アフリカン・アメリカン0.59%、先住民0.34%、アジア系0.17%、太平洋諸島系0.02%、その他の人種0.16%、及び混血0.82%で、人口の0.60%がヒスパニックまたはラテン系である。
12,619世帯のうち、34.5%は18歳未満の子供と暮らしており、55.4%は夫婦で生活している。12.0%は未婚の女性が世帯主であり、27.6%は家族以外の住人と同居している。24.0%は独身の居住者が住んでおり、10.5%は65歳以上で独居である。1世帯あたりの平均人数は2.55人であり、家庭の場合は3.00人である。
郡内の住民は26.0%が18歳未満の未成年、18歳以上24歳以下が8.7%、25歳以上44歳以下が28.7%、45歳以上64歳以下が23.0%、及び65歳以上が13.6%にわたっている。中央値年齢は36歳である。女性100人ごとに対して男性は93.2人いて、18歳以上の女性100人ごとに対して男性は89.9人いる。
この郡の世帯ごとの平均的な収入は30,661米ドルであり、家族ごとでは36,022米ドルである。男性の30,651米ドルに対して女性は21,546米ドルの平均的な収入がある。この郡の一人当たりの収入（per capita income）は14,789米ドルである。人口の16.5%及び家族の13.6%は貧困線以下である。18歳未満の20.3%及び65歳以上の16.1%は貧困線以下の生活を送っている。

## コミュニティー

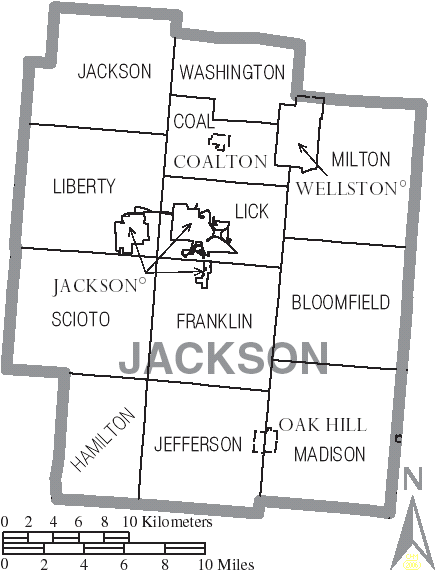
ジャクソン郡のコミュニティー及び郡区。

都市
- ジャクソン（Jackson）
- ウェルズトン（Wellston）

村
- コールトン（Coalton）
- オーク・ヒル（Oak Hill）

郡区
- ブルームフィールド（Bloomfield）
- コール（Coal）
- フランクリン（Franklin）
- ハミルトン（Hamilton）
- ジャクソン（Jackson）
- ジェファーソン（Jefferson）
- リバティー（Liberty）
- リック（Lick）
- マディソン（Madison）
- ミルトン（Milton）
- サイオト（Scioto）
- ワシントン（Washington）

その他
- バイヤー（Byer）
- ウェインライト（Wainwright）